# Davison (Michigan)
Davison – miasto w Stanach Zjednoczonych, w stanie Michigan, w hrabstwie Genesee.